# Hotel Goldener Adler

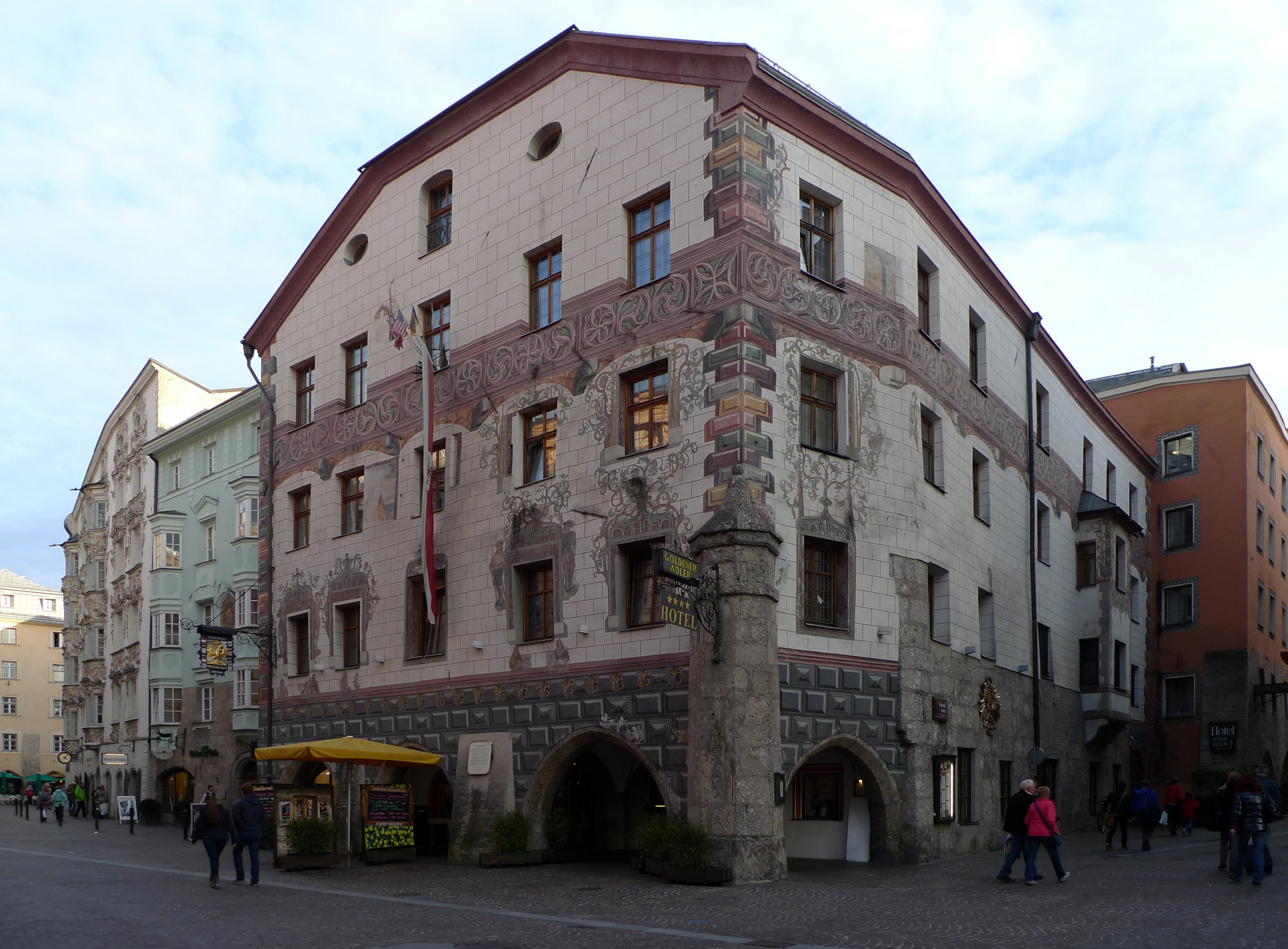
Hotel Goldener Adler

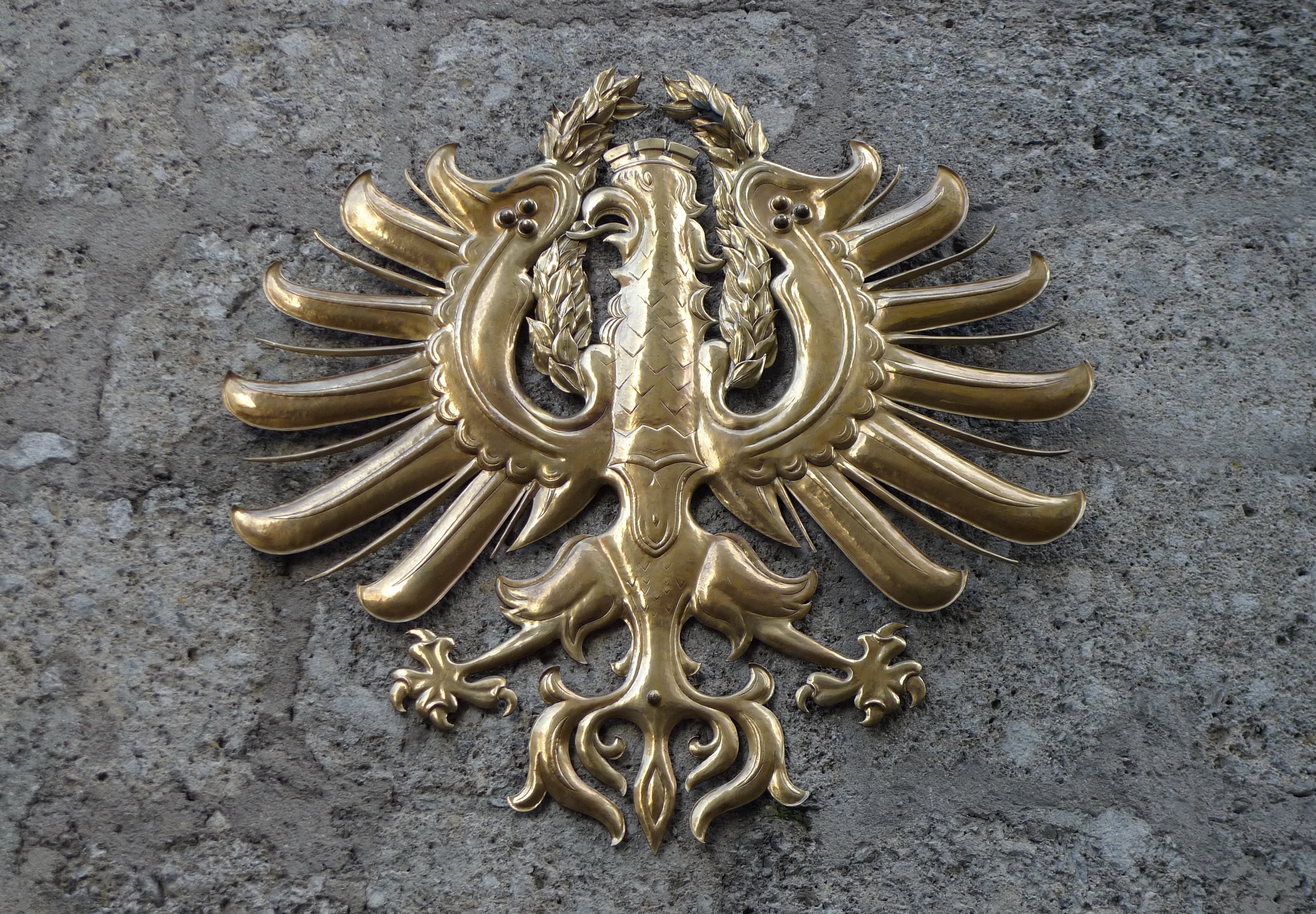
Goldener Adler, das Symbol des Hotels auf der Außenmauer

Das Hotel Goldener Adler ist ein Hotel in der Altstadt von Innsbruck und zählt zu den ältesten und geschichtsträchtigsten Hotels Europas.

## Geschichte
Seit seiner Gründung im Jahre 1390 wurden im Goldenen Adler viele Fuhr- und Kaufleute gastlich empfangen, die auf ihren Fahrten zwischen Italien und Deutschland Rast und Herberge suchten.

## Historische Personen als Gäste
Schon zur Zeit Kaiser Maximilian I. war der Adler bekannt. Kaiser Karl V., soll sich am 6. April 1552 als flüchtender Reiter durch Tirol hier gestärkt haben.
Schriftlich verbrieft ist folgendes Großereignis: Eine der „fürstlichsten Zechen“ in diesem Gasthaus wurde im Februar des Jahres 1573 gemacht, als Erzherzog Ferdinand II. von Tirol, Gemahl der Philippine Welser, zu einem großen Festschießen einlud. Für die „große Einkehr“ des 416 Personen und 580 Pferde zählenden Gefolges kassierte der damalige Adlerwirt 1800 Gulden. Anscheinend sorgte dieser auch für die Unterbringung des Riesengefolges der auswärtigen Gäste außerhalb des eigenen Hauses.
Eine weite Reise hatte Kaiser Joseph II. hinter sich, als er auf der Rückkehr von Paris, wo er seine Schwester Marie-Antoinette besucht hatte, am 29. Juli 1777 um 13:30 Uhr durch das alte Inntor in die Stadt Innsbruck einfuhr. Er übernachtete inkognito als Graf Falkenstein im Goldenen Adler und reiste am 30. Juli nach Wien ab. Von der Wand der „Kaiser-Joseph-Stube“ blickt sein Bild auf die späteren Gästegenerationen.
Im Jänner 1773 ließ sich Leopold Mozart für sich und seinen Sohn Wolfgang von Mailand aus ein Zimmer reservieren.
Am 18. Juli 1782 residierte nachweislich der Kurfürst von Trier, Clemens August, unter dem Pseudonym „Graf v. Sayn“ im Goldenen Adler.
Dichterfürst Johann Wolfgang von Goethe kehrte gleich zweimal in diesem Haus ein. Das erste Mal hielt Goethe am 8. September 1786 auf seiner ersten Italienreise im Goldenen Adler Mittagsrast und unterhielt sich mit dem jungen Sohn des Wirtes, in dem er den „leibhaftigen Söller“ aus einem seiner Werke erblickte. Ein Ölgemälde im Hoteleingang erinnert an diese Begegnung. Vier Jahre später, von 5. bis 7. Juni 1790 nahm Goethe in Begleitung der Herzogin Amalie von Sachsen-Weimar, des Kammerherrn v. Einsiedel und dem Hoffräulein Luise von Göchhausen zwei Tage Aufenthalt im Goldenen Adler. Die „Goethestube“ wurde später zum Treffpunkt der Tiroler Dichter, Maler und Musiker.
Am 6. September 1789 kam Graf v. Artois, später König Karl X. zum ersten Mal in Innsbruck an und nächtigte ebenfalls im Goldenen Adler. Am 25. Mai 1791 kehrte er nach Innsbruck und in den Adler zurück, ein feierlicher Hofempfang der Erzherzogin für den Grafen fand statt; Nach einem Ball mit „sämtlichem Adel nebst dem Offizierscorps“, welchen der Graf bis 20:30 Uhr besuchte, reiste er noch in derselben Nacht nach Mantua ab.
Im Jahr 1795 wurden am 10. November Charles Louis Huguet, erster Markgraf von Semonville, und Hugues-Bernard Maret, duc de Bassano, zwei französische Staatsgefangene im Goldenen Adler einquartiert, um später in Basel gegen die Tochter von Ludwig XVI., Marie Thérèse Charlotte de Bourbon, ausgetauscht zu werden.
Auch in den Schlachten des Tiroler Volksaufstandes 1809 spielte der Goldene Adler eine Rolle. Hier wohnte Andreas Hofer nach seinem ersten Sieg über die napoleonischen Truppen und vom ersten Stock des Hauses aus richtete der Freiheitskämpfer am 15. August 1809 eine Ansprache an seine lieben „Sprugger“: „I werd enk nit verlassen, so wahr i Andrä Hofer hoass. G'sagt hab i enk's, g'sehn habt's mi, b'hüt enk Gott!“ Am 12. Dezember 1813 kam der österreichische General-Feldmarschall Graf Bellegarde in Innsbruck und im Goldenen Adler an und erließ eine Proklamation, worin er die Bauern aufforderte, die Waffen niederzulegen.
Nach dem Kriegslärm der Napoleonischen Ära führte auch der Adler ein beschauliches Dasein. König Ludwig I. von Bayern war mehrere Male zu Gast, darunter am 15. Mai 1818, am 20. Feber 1829 und am 2. Juni 1833. Am 22. August 1819 ließ sich der preußische Kronprinz, und spätere König Friedrich Wilhelm IV. hier nieder. 1824, am 28. Juni, wurde der Goldene Adler vom Prinzen Gustav von Schweden besucht, welcher zwei Nächte blieb. Am 9. Juli 1925 stieg Staatskanzler Klemens Wenzel Lothar von Metternich im Adler ab.
Im Jahr 1828 nächtigte hier der „Zaubergeiger“ Niccolò Paganini und kritzelte seinen Namen in eine Fensterscheibe des Zimmers, das er bewohnte.
Im Juli 1828 stieg der Dichter Heinrich Heine auf seiner Reise nach Italien im Goldenen Adler ab.
Von 1. bis 2. September 1834 residierte Wilhelm I., König von Württemberg, im Goldenen Adler.
Im Jahr 1841, von 22. bis 23. April, stieg Ludwig I., König von Bayern, im Adler ab. Auch er war auf dem Weg nach Italien.

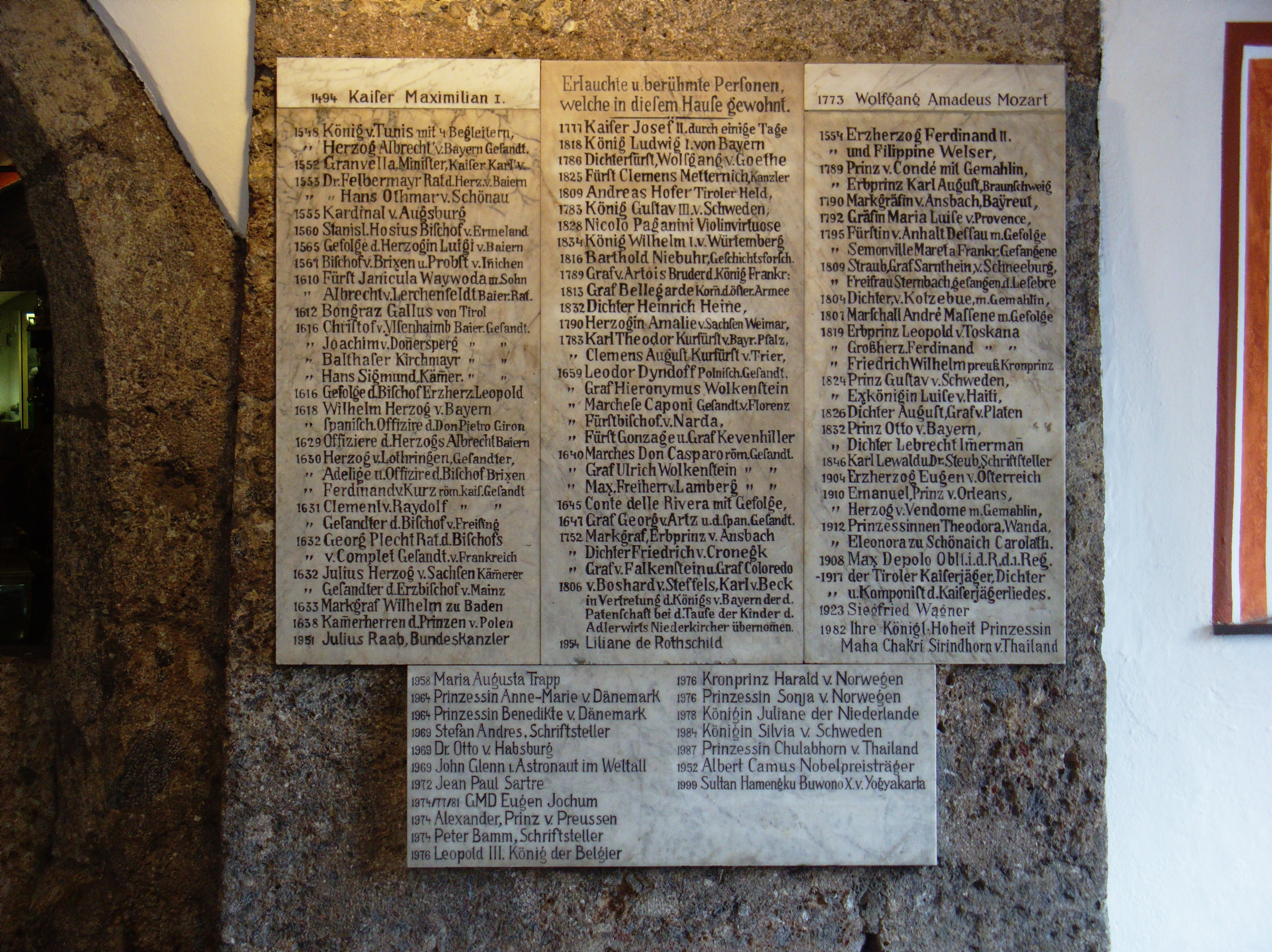
Gästetafel vor dem Hotel

Einer der frühesten Schilderer Tirols, der Engländer H. D. Inglis, wollte bei seinem Innsbruckbesuch in die „Sonne“ und geriet irrtümlich in den Adler, soll es jedoch nicht bereut haben.
Die Marmor-Gästetafel in der Adler-Laube gibt Zeugnis vom Besuch weiterer Gäste aus dem Reich der Wissenschaft und Kunst.

## Heute
Der Goldene Adler wurde zur Jubiläumsfeier seines 600-jährigen Bestehens 1990 unter Berücksichtigung der Tradition des Hauses mit dem modernsten Hotelkomfort ausgestattet.
Das Hotel ist Teil der Best-Western-Hotelkooperation in der Sparte „Best Western Plus“.